# Kai Degenhardt

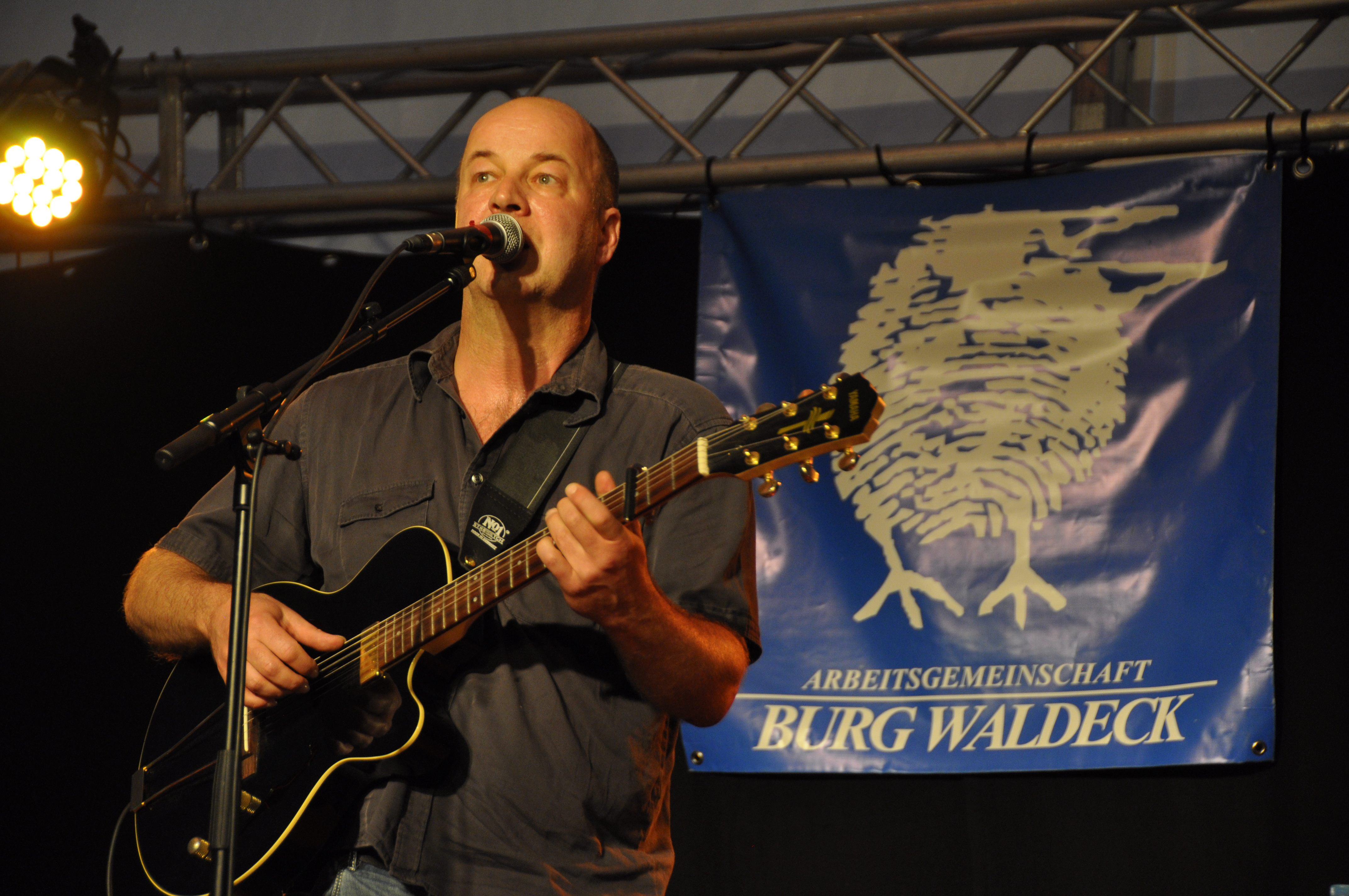
Kai Degenhardt (Burg Waldeck 2014)

Kai Degenhardt (* 10. November 1964 in Saarbrücken) ist ein deutscher Musiker und Autor. Sein Vater ist der 2011 verstorbene Liedermacher Franz Josef Degenhardt; sein Bruder Jan Degenhardt arbeitet unter anderem ebenfalls als Liedermacher.

## Leben und Wirken
Kai Degenhardt schloss 1991 in Hamburg sein Jurastudium ab. Bereits seit 1987 arrangierte er die Lieder seines Vaters und begleitete ihn bei seinen Studioaufnahmen und Live-Konzerten auf der Gitarre. Sein Gitarrenspiel hat den Degenhardt-Sound seither wesentlich mitgeprägt.
1997 veröffentlichte er seine erste eigene CD Brot und Kuchen, 2000 folgte Dekoholic. Während er auf diesen beiden CDs nur mit eigener Gitarrenbegleitung zu hören ist, spielte er die Lieder seiner dritten CD Briefe aus der Ebene (2003) mit einer größeren Band ein. Musikalisch, melodisch und textlich hat er sich mit dieser CD weiter von der Musik seines Vaters emanzipiert und seinen eigenen Sound gefunden.
Weiter draußen erschien im Herbst 2008. Die Jury der Liederbestenliste wählte sie zur CD des Monats November 2008, die Vereinigung Preis der deutschen Schallplattenkritik wertete sie als eine der künstlerisch herausragenden Neuveröffentlichungen des Tonträgermarktes und zeichnete sie durch Aufnahme in die Bestenliste 4/2008 aus.
Sein fünftes Album Näher als sie scheinen erschien im Frühjahr 2012. Musikalisch basieren weite Teile dieses Albums auf Geräusch-Samples – vom Mülltonnendeckel über Katzen-Gemieze zum Schlagschrauber. Aus den verschiedenen, mit einem mp3-Recorder gesampelten Alltagsgeräusch-Schnipseln hat Degenhardt am Rechner die Beats für die meisten Stücke des Albums gebastelt, das wieder zur CD des Monats Mai 2012 der Liederbestenliste und in die Bestenliste 3/2012 des Preis der deutschen Schallplattenkritik eV gewählt wurde.
Im September 2018 wurde mit Auf anderen Routen das sechste Album veröffentlicht. Stilistisch facettenreich und instrumentiert mit elektrisch verstärkten und klassischen Gitarren, Schlagzeug, einem jazzigen Kontrabass, Klavier, Violine, Trompete und Horn, präsentiert Degenhardt darauf elf neue, politisch-literarische Lieder der anspruchsvolleren Art. Sie wurde zur CD des Monats der Liederbestenliste im September 2018 gewählt.
Neben der Musik hat Kai Degenhardt einige Zeit regelmäßig Artikel für die kommunistische Wochenzeitung UZ und andere linke Publikationen geschrieben. Eine Auswahl dieser Aufsätze ist unter dem Titel Roll over Song & Dance im Frühjahr 2008 beim Neue Impulse Verlag erschienen. Im Oktober 2023 veröffentlichte er im Papyrossa Verlag mit Wessen Morgen ist der Morgen ein Sachbuch über die Geschichte des deutschen Arbeiterlieds. Zugleich erschien sein Album Arbeiterlieder, auf dem er, solo zur Gitarre, Lieder aus der Geschichte der Arbeiterbewegung neu interpretiert. Es wurde im Dezember 2023 zum Album des Monats der Liederbestenliste gewählt.
Auch betreibt er unter dem Namen plattenbau ein Plattenlabel.
Kai Degenhardt lebt und arbeitet in Hamburg.

## Werke
Diskographie
- 1997 Brot und Kuchen
- 2000 Dekoholic
- 2003 Briefe aus der Ebene
- 2008 Weiter draußen
- 2012 Näher als sie scheinen
- 2018 Auf anderen Routen
- 2023 Arbeiterlieder
- 2025 Gitarre solo (online)

Schriften
- 2008: Roll over Song & Dance, Neue Impulse Verlag, Essen.
- 2023: Wessen Morgen ist der Morgen. Arbeiterlied und Arbeiterkämpfe in Deutschland, Papyrossa Verlag, Köln 2023, ISBN 978-3-89438-814-0.

## Nachweise
1. ↑  Degenhardt, Kai: Wessen Morgen ist der Morgen. Abgerufen am 5. Dezember 2023.
2. ↑  Bestenliste 3/2012
3. ↑  Liederbestenliste, CD des Monats September 2018. Abgerufen am 5. September 2018 (deutsch).
4. ↑  Album des Monats 2023. Abgerufen am 5. Dezember 2023.
5. ↑  plattenbau. Abgerufen am 5. September 2018.
6. ↑  Kai Engelke: Im Schatten des Titanen. In: Folker! 24. Oktober 2011 (folker.de [abgerufen am 17. September 2012]).